# Farbauti (satèl·lit)
Farbauti, també conegut com a Saturn XL (designació provisional S/2004 S 9), és un satèl·lit natural de Saturn. La seva descoberta fou anunciada per Scott S. Sheppard, David C. Jewitt, Jan Kleyna i Brian G. Marsden el 4 de maig del 2005 a partir d'observacions fetes entre el 12 de desembre del 2004 i el 9 de març del 2005.
Farbauti té uns 6 quilòmetres de diàmetre i orbita Saturn en una distància mitjana de 20.291 Mm en 1079,099 dies, amb una inclinació de 58° respecte a l'eclíptica (131° respecte a l'equador de Saturn), en direcció retrògrada i amb una excentricitat orbital de 0,209.
Va ser anomenat l'abril del 2007 en honor de Fárbauti, un gegant de la mitologia nòrdica, pare de Loki.